# 泰山 (角色)
泰山，在小說《泰山系列》中出現的虛構人物，被譽為世上最知名的文學人物之一。他原本是英國貴族的兒子，在一次兵變後他與父母三人被遺留於杳無人煙的西非海岸。泰山還在襁褓之時，母親因為水土不服而死，父親亦隨即被猩猩的首領所殺，他被該群猩猩養大。長大後，在叢林間遇見美國籍女子珍妮·波特，二人墮入愛河。當珍妮回到美國後，泰山亦離開森林，到大城市中找她。
泰山第一次在小說《人猿泰山》（1912年首度出版）中出現，之後在多部續集和無數的其他媒體作品，例如電影、漫畫、話劇、廣播劇，甚至電子遊戲中亦有登場。據互聯網電影資料庫的資料顯示，由1918年至2014年間，曾經開拍過多達200部以泰山為題的電影。

## 技巧和能力
由於在森林中長大，泰山善於爬樹，擁有超人的彈跳力，能夠樹林間自由穿梭。他的氣力驚人，可以與猩猩、獅子、犀牛、鱷魚、蟒蛇、鯊魚、老虎等大型掠食動物搏鬥。他亦都聰敏過人，在回歸人類社會後，在數天內學會新的語言，最終學會了法語、芬蘭語、英語、荷蘭語、德語、斯瓦希里語、多種班圖语言、阿拉伯語、古希臘語、拉丁語和古代瑪雅語。他亦懂得與動物溝通。